# Chitrowka (rejon sudżański)
Chitrowka (ros. Хитровка) – wieś (ros. деревня, trb. dieriewnia) w zachodniej Rosji, w sielsowiecie pogriebskim rejonu sudżańskiego w obwodzie kurskim.

## Geografia
Miejscowość położona jest nad rzeką Małaja Łoknia, 21,5 km od granicy z Ukrainą, 3,5 km od centrum administracyjnego sielsowietu pogriebskiego (Pogriebki), 24 km od centrum administracyjnego rejonu (Sudża), 75 km od Kurska.

## Demografia
W 2010 r. miejscowość zamieszkiwało 20 osób.